# Ossó de Sió
Ossó de Sió là một đô thị trong tỉnh Lleida, cộng đồng tự trị quần đảo Canary Tây Ban Nha. Đô thị Ossó de Sió có diện tích là 26,3 ki-lô-mét vuông, dân số năm 2009 là 226 người với mật độ 8,59 người/km². Đô thị Ossó de Sió có cự ly km so với tỉnh lỵ Lleida.